# Anethol
Anethol (hay trans-anethol) là một hợp chất thơm tạo ra mùi đặc trưng của tiểu hồi, thì là và đại hồi. Nó cũng có thể coi như là p-prôpenylanisol, long não hồi, isoestragol, hay tinh dầu hồi. Nó không có quan hệ gì với axít glycyrrhizic, hợp chất làm cho các loại rượu mùi có vị ngọt. Tên hóa học đầy đủ của nó là trans-1-mêthôxy-4-(prôp-1-enyl) benzen. Cấu trúc hóa học của nó được thể hiện ở bên phải. Về mặt hóa học, nó là một ête thơm, chưa bão hòa.
Anethol xuất hiện dưới dạng các tinh thể màu trắng ở nhiệt độ phòng. Điểm nóng chảy của nó là 21 °C, và điểm sôi là 234 °C. Nó có công thức hóa học là C10H12O, và nó rất giống với estragol, một hợp chất thơm tìm thấy trong cây ngải giấm và húng quế.
Anethol là một chất có vị ngọt cũng như là có mùi thơm, và độ ngọt của nó là gấp 13 lần của đường. Tuy nhiên, nó vẫn cho cảm giác ngọt dễ chịu thậm chí ở nồng độ cao.
Nó có độc tính nhẹ, và có thể có tác động như một chất kích thích khi ở số lượng lớn. Nó có thể kích thích sự phục hồi chức năng gan ở chuột, và cũng có thể sinh ra các hoạt động chống co thắt khi ở liều cao. Nó là tiền chất để điều chế p-MeOamphêtamin (PMA), là chất được bán dưới dạng thuốc lắc (ma túy tổng hợp) và là nguyên nhân của một số trường hợp tử vong do lạm dụng.